# Plathymenia
Plathymenia är ett släkte av ärtväxter. Plathymenia ingår i familjen ärtväxter.
Kladogram enligt Catalogue of Life:
| Plathymenia | \| \| Plathymenia foliolosa \| \| \| \| \| \| Plathymenia reticulata \| \| \| \| |
|             | \| \| Plathymenia foliolosa \| \| \| \| \| \| Plathymenia reticulata \| \| \| \| |
|             | Plathymenia foliolosa                                                            |
|             |                                                                                  |
|             | Plathymenia reticulata                                                           |
|             |                                                                                  |

## Bildgalleri

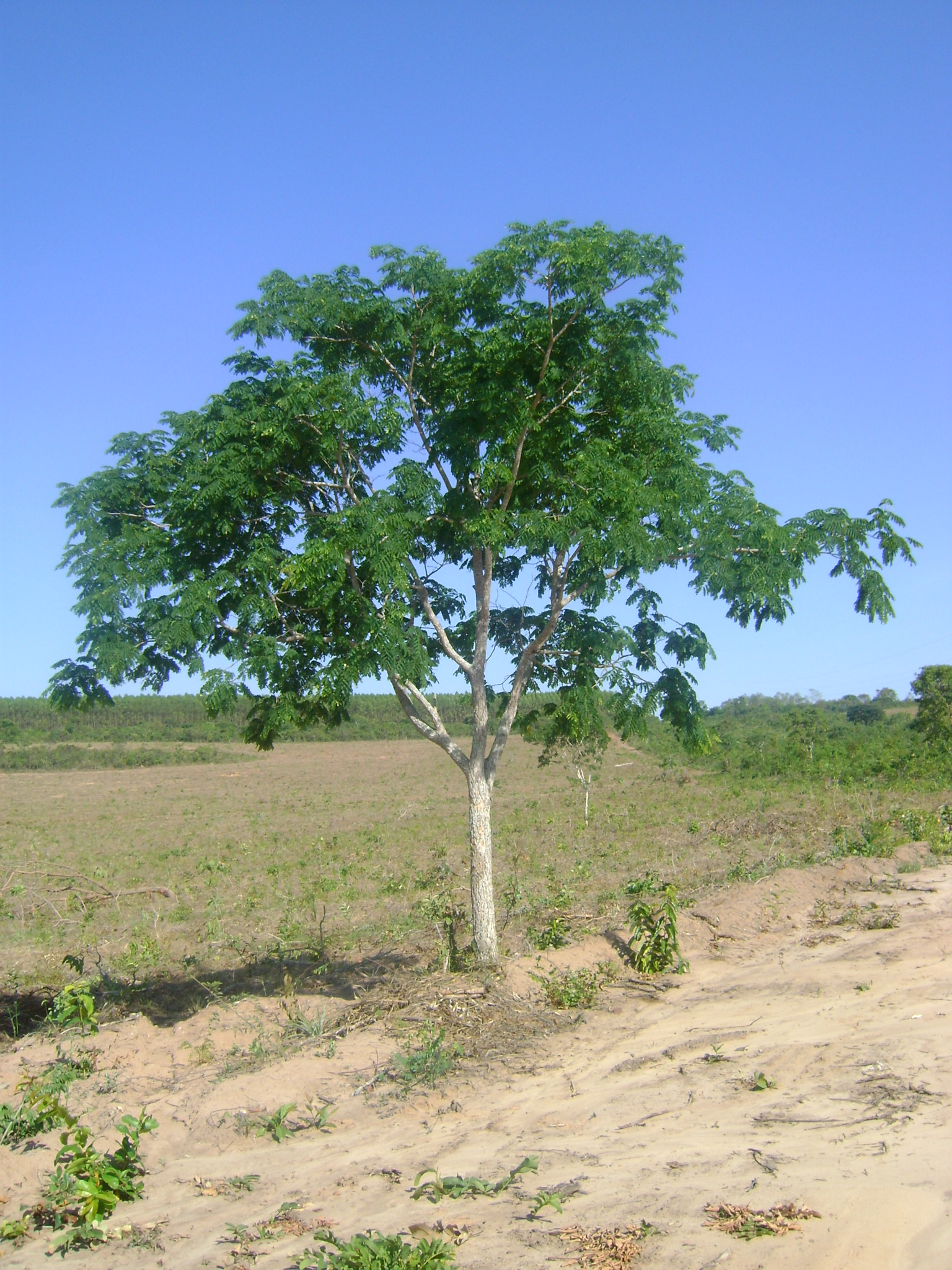
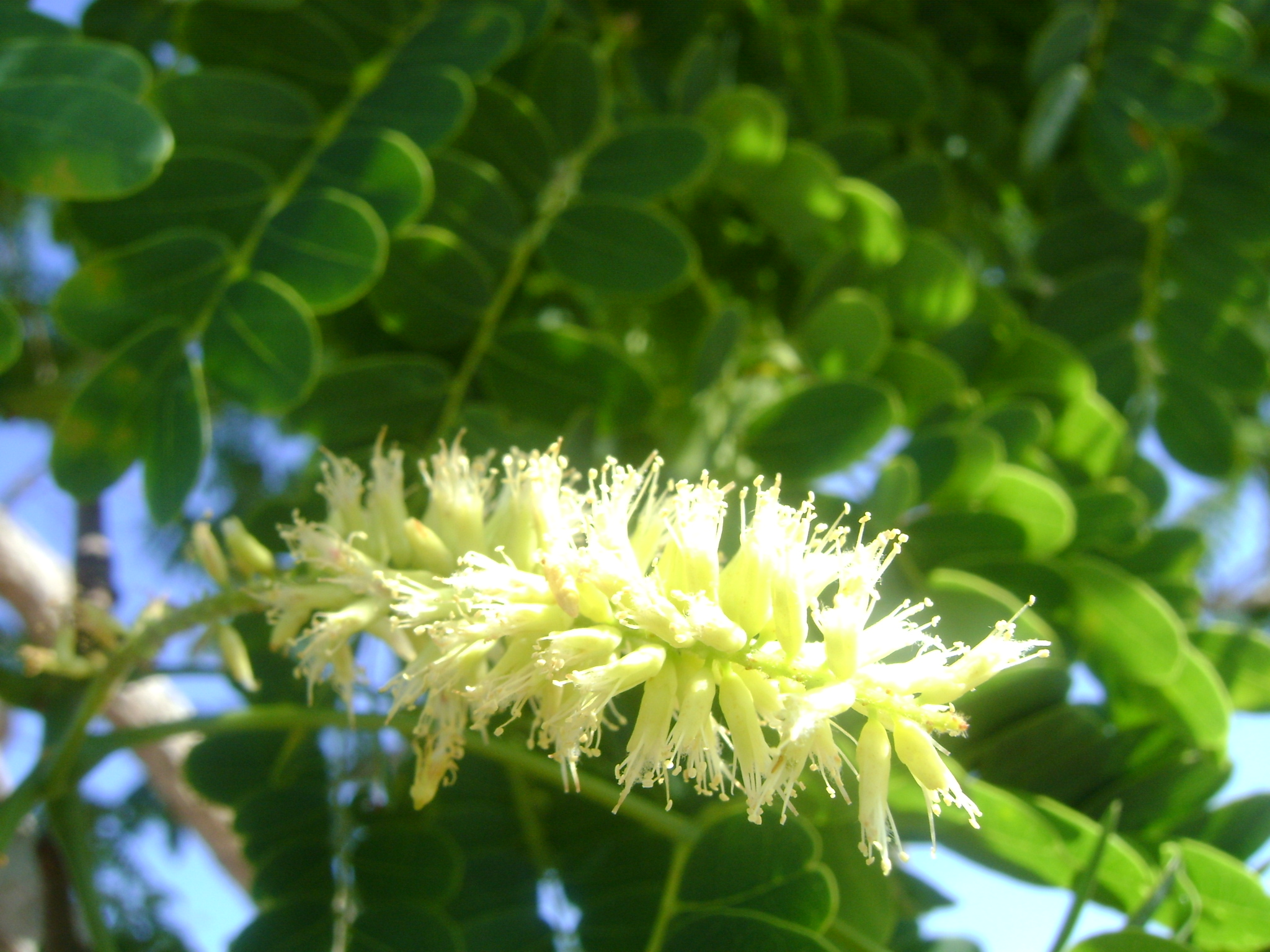
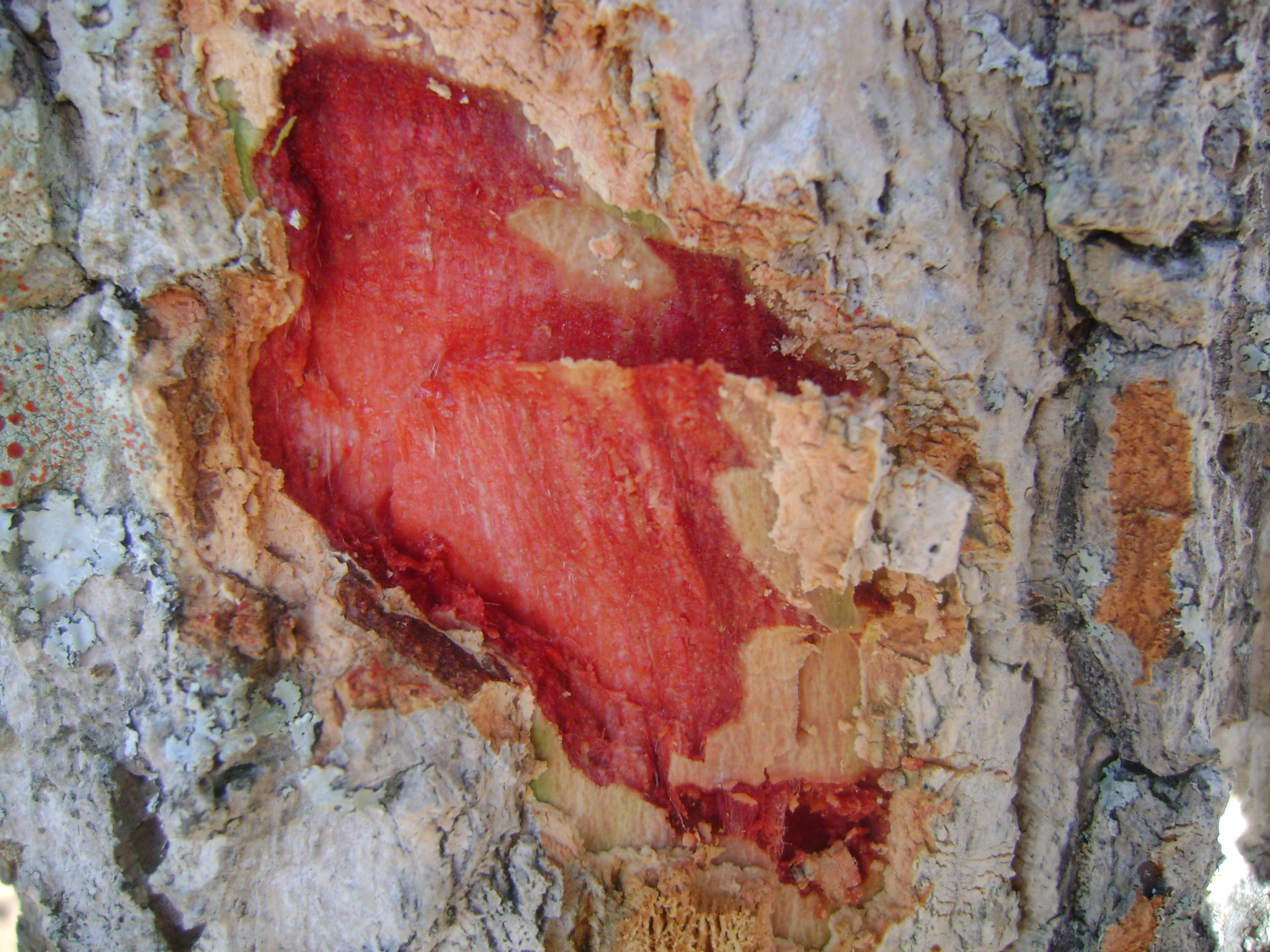
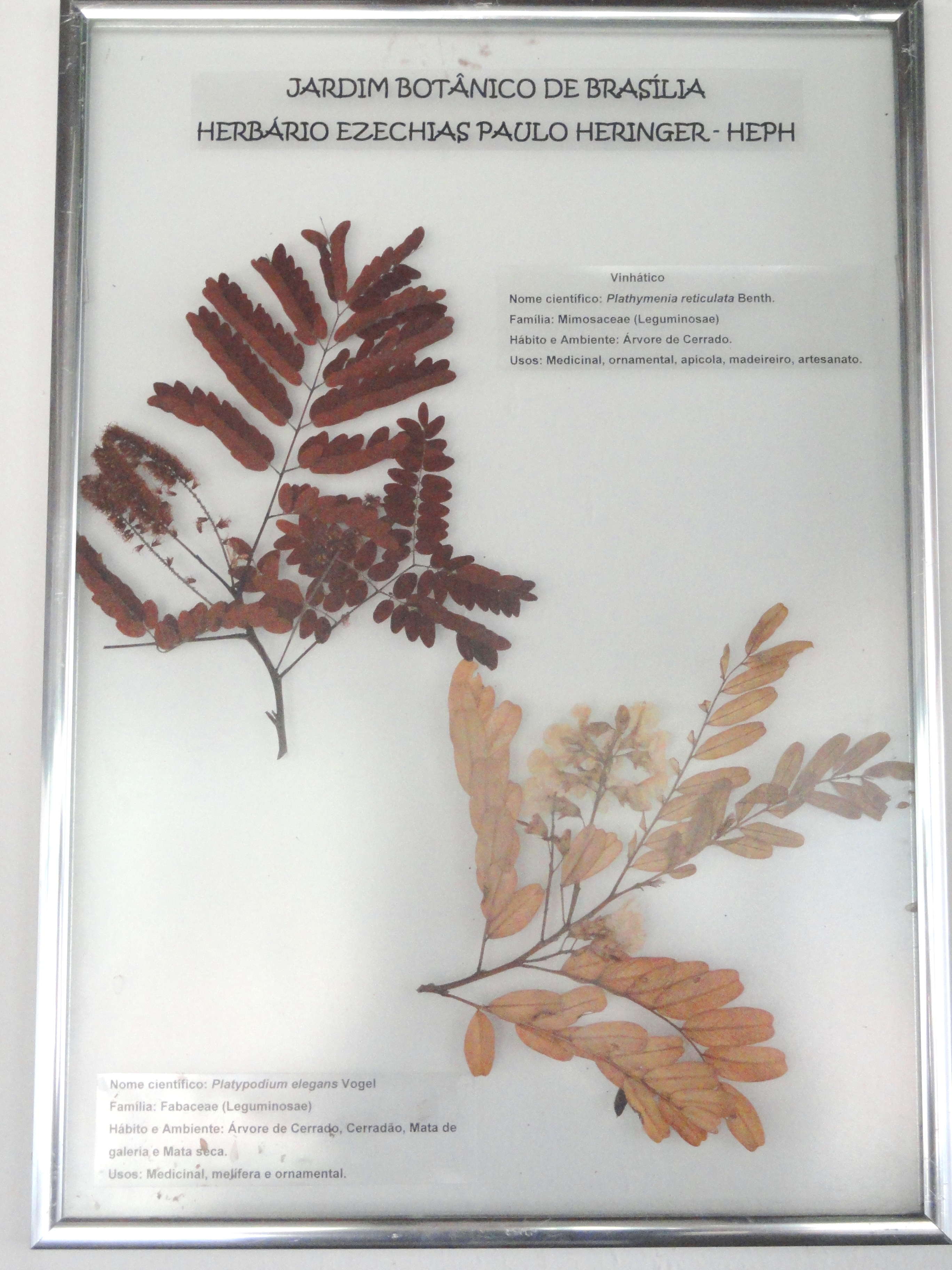